# Milnacipran
Milnacipran ist ein Arzneistoff, der in einigen Ländern der EU als Antidepressivum zugelassen ist und zu den selektiven Serotonin-Noradrenalin-Wiederaufnahmehemmern (SSNRI) gehört.

## Indikationen
In Österreich erfolgte die Zulassung als Antidepressivum im Jahr 1998. In Deutschland wurde Milnacipran im Jahr 2016 zugelassen. In der Schweiz hat der Hersteller Pierre Fabre Médicament bisher keine Zulassung beantragt.
Als Antidepressivum ist der Wirkstoff in über 40 Ländern zugelassen, darunter Frankreich, Russland, Japan, Finnland.
In den USA ist Milnacipran für die Indikation Fibromyalgie-Syndrom (FMS) seit 2009 zugelassen. In Europa dagegen wurde in die Zulassung hierfür wegen unwesentlicher Wirkung und fehlender Langzeitdaten in einer europäischen Population versagt.
2008 wurde in einer Metaanalyse festgestellt, dass in der Wirkung und Verträglichkeit von Milnacipran zu anderen Antidepressiva kein Unterschied nachweisbar ist, wobei festgestellt wurde, dass weniger Patienten aufgrund von Nebenwirkungen die Behandlung abgebrochen haben. Ein Cochrane-Review aus dem Jahr 2009 kommt zu dem Schluss, dass Informationen über klinisch bedeutende Ergebnisse wie Kosteneffektivität und Fähigkeit zur Wiederaufnahme der Arbeit fehlen.

## Pharmakologie
Milnacipran hemmt im Zentralnervensystem die Wiederaufnahme (engl.: reuptake) von Serotonin und von Noradrenalin aus dem synaptischen Spalt in die präsynaptischen Vesikel. Die Substanz wird pharmakologisch den selektiven Serotonin-Noradrenalin-Wiederaufnahmehemmern (SSNRI) zugeordnet. Zu dieser Gruppe gehören auch Venlafaxin, Duloxetin und Desvenlafaxin. Während Milnacipran die Serotonin- und Noradrenalin-Wiederaufnahme ungefähr gleich stark blockiert, hat Duloxetin eine 10-fach größere Selektivität für Serotonin, Venlafaxin eine 30-fach größere Selektivität für Serotonin. Die Substanz hat keine Affinität zu postsynaptischen Rezeptoren.
Es gibt zudem Studien, welche eine Aktivierung von D1-Rezeptoren im präfrontalen Kortex beschreiben, was bei Ratten zu einer verbesserten Impulskontrolle führte.

### Gegenanzeigen (Kontraindikationen)
Milnacipran darf in folgenden Fällen nicht eingesetzt werden:
- bei Verwendung von nichtselektiven MAO-Hemmern sowie selektiven MAO-A-Hemmern: Gefahr eines Serotonin-Syndroms
- selektiven MAO-B-Hemmern, Digitalis, 5-HT1D-Agonisten (z. B. Sumatriptan),  parenteralem Adrenalin und Noradrenalin sowie Clonidin und verwandten Stoffen: Gefahr hypertoner Krisen
- fortgeschrittene Niereninsuffizienz
- bei benigner Prostatahyperplasie und anderen urogenitalen Störungen
- während der Stillperiode.

Die allgemein für SSRI und SNRI ergangene Warnung der Europäischen Arzneimittelagentur bezüglich der Therapie von Kindern und Jugendlichen ist zu beachten.

### Wechselwirkungen mit anderen Arzneimitteln
Milnacipran wird nicht über das Cytochrom P450 der Leber abgebaut und hat mit keinem der CYP-Systeme klinisch signifikante Wechselwirkungen. Die Plasmaspiegel gleichzeitig eingenommener Medikamente werden durch Milnacipran nicht verändert. Auch Wechselwirkungen mit Alkohol sind nicht bekannt.

### Nebenwirkungen
Die häufigsten Nebenwirkungen sind (wie bei anderen Antidepressiva): Übelkeit/Erbrechen, Kopfschmerzen, Verstopfung, Schwindel, Flush, Schwitzen, erhöhte Herzfrequenz ggfs. mit Extraschlägen (Palpitationen), trockener Mund und Erhöhung des Blutdrucks. Das Medikament kann bei Männern zu Hodenschmerzen und zur Erektilen Dysfunktion bzw. Ejakulationsstörungen führen. Eine Dysurie kommt bei Milnacipran signifikant häufiger als bei vergleichbaren Präparaten.
Das Medikament hat im Vergleich (z. B. mit Trizyklika) eher eine geringe sedative Wirkung bzw. wirkt insgesamt eher anregend. Die Einnahme der zweiten Dosis sollte spätestens um 15 Uhr erfolgen, um Schlafstörungen zu vermeiden. Es gibt Studien, die darauf hindeuten, dass Milnacipran anders als andere Antidepressiva keinen aktivierenden Effekt im Hinblick auf ein Suizid-Risiko am Anfang der Therapie hat.

### Pharmakokinetik
Milnacipran wird nach oraler Einnahme gut resorbiert. Die Bioverfügbarkeit beträgt circa 85 % und wird durch die Nahrungsaufnahme nicht beeinträchtigt. Die Plasmaspitzenkonzentration wird bei oraler Einnahme etwa nach zwei Stunden erreicht und beträgt ca. 120 ng/ml nach einer einmaligen Gabe von 50 mg. Die Konzentrationen steigen proportional zur Dosis bis zu 200 mg pro Gabe.
Die Plasmaproteinbindung ist gering (13 %) und ist nicht sättigbar. Das Verteilungsvolumen von Milnacipran beträgt etwa 5 l/kg mit einer Gesamtclearance von ca. 40 l/h. Renale und nichtrenale Clearance sind äquivalent.
Der Metabolismus von Milnacipran beschränkt sich im Wesentlichen auf eine Glucuronsäure-Konjugation. Sehr geringe Konzentrationen aktiver Metaboliten ohne klinische Relevanz wurden nachgewiesen. Die Plasmahalbwertszeit beträgt etwa 8 Stunden. Die Ausscheidung erfolgt im Wesentlichen über die Niere (90 % der verabreichten Dosis) mit einer tubulären Sekretion des unveränderten Produkts. Nach wiederholter Gabe ist Milnacipran zwei bis drei Tage nach Beendigung der Behandlung vollständig ausgeschieden.
Eine Leberinsuffizienz verursacht keine signifikante Änderung der pharmakokinetischen Eigenschaften des Wirkstoffes. Milnacipran ist bei Patienten mit Niereninsuffizienz mit Vorsicht einzusetzen – die Dosierung muss gegebenenfalls aufgrund einer verlängerten Eliminationshalbwertszeit verringert werden.
Levomilnacipran, ein Enantiomer von Milnacipran, wird in Studien als möglicher Inhibitor von BACE 1, einem Protein, welches Vorstufen von Beta-Amyloiden spalten kann, angesehen.

## Stereoisomerie

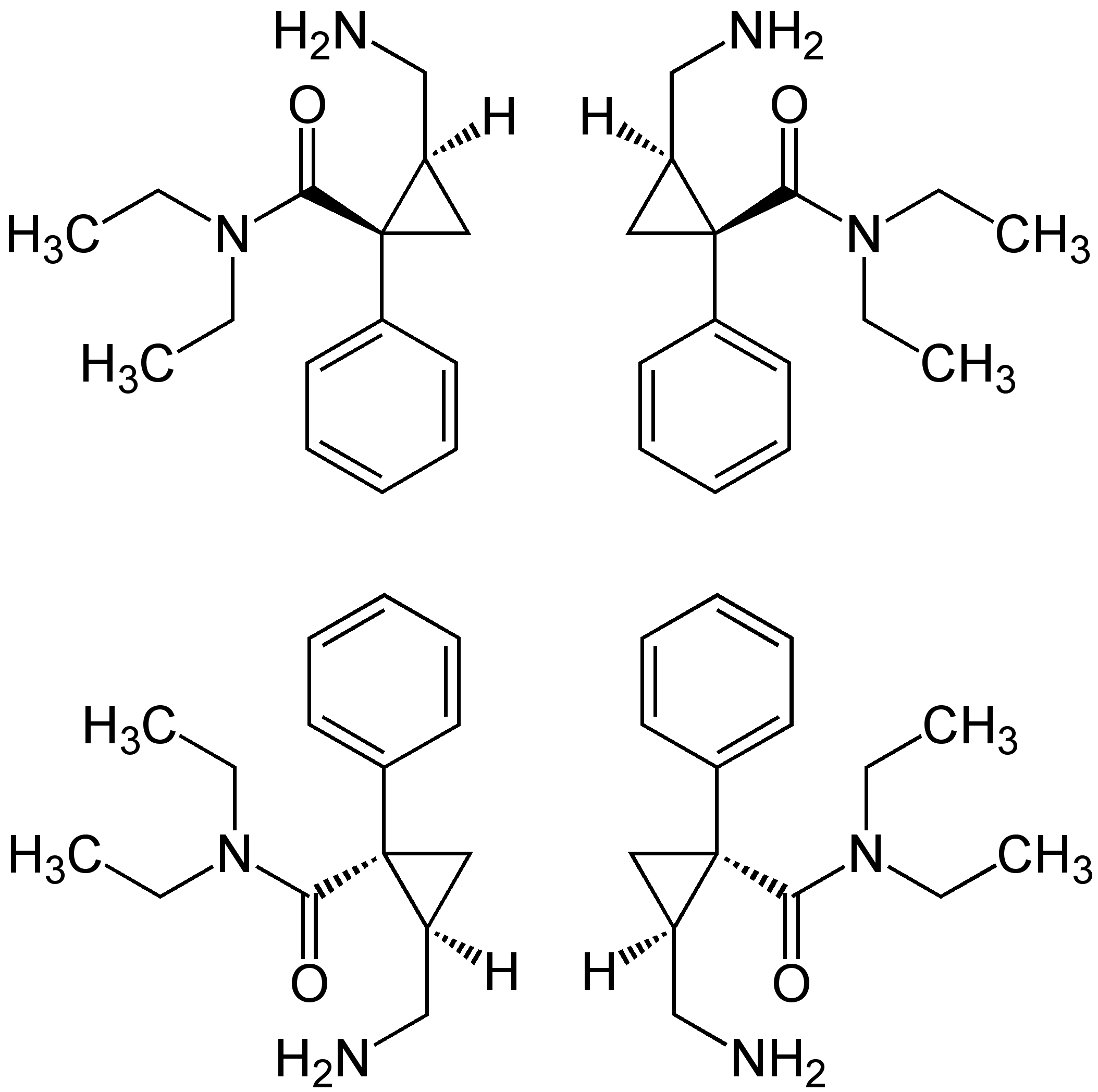
Vier Isomere von 2-(Aminomethyl)-N,N-diethyl-1-phenyl-cyclopropancarbamid: (1R,2S)-Isomer (links oben), (1S,2R)-Isomer (rechts oben), (1R,2R)-Isomer (links unten) und (1S,2S)-Isomer (rechts unten)

2-(Aminomethyl)-N,N-diethyl-1-phenyl cyclopropancarbamid enthält zwei Stereozentren. Somit existieren die folgenden vier Formen:
- (1R,2S)-Isomer
- (1S,2R)-Isomer
- (1R,2R)-Isomer
- (1S,2S)-Isomer

Der Arzneistoff Milnacipran ist ein Racemat (1:1-Gemisch) aus dem (1R,2S)-Isomer und dem (1S,2R)-Isomer. Das (1R,2R)-Isomer  und das (1S,2S)-Isomer besitzen keine praktische Bedeutung.

## Handelsnamen
Monopräparate
Ixel (A), Savella (USA), Toledomin (Japan), Joncia (Australien), Tivanyl (Mexiko), Dalcipran (Chile), Milna-neurax (D)